# 索马里瓦佩尔诺
索马里瓦佩尔诺（義大利語：Sommariva Perno），是意大利库内奥省的一个市镇。总面积17.39平方公里，人口2824人，人口密度162.4人/平方公里（2009年）。ISTAT代码为004223。